# Haags Matrozenkoor
Het Haags Matrozenkoor is een jongenskoor uit Den Haag. 
Het koor is in 1928 opgericht. Repetities worden gehouden in de Kloosterkerk aan het Lange Voorhout in Den Haag. Het koor treedt geregeld op en heeft in zijn geschiedenis meerdere bekende werken uitgevoerd, zoals de Achtste symfonie van Mahler. Het verleent ieder jaar zijn medewerking aan uitvoeringen van de Matthäuspassion.
Sinds 1935 wordt jaarlijks een concertreis georganiseerd, zo was het koor onder andere in Praag, Moskou,Wenen / Salzburg, Rome, Athene, San Francisco, Boedapest en Sint-Petersburg.

## De klassen
Het Haags Matrozenkoor biedt de leden vanaf een leeftijd van 7 jaar een muzikale opleiding met onderwijs in solfège, stemvorming en koorrepetities. Het koor is opgedeeld in drie koorklassen: O-klas, C-klas en ATB-klas. De jongste zangers worden opgeleid in de voorbereidende opleidingsklas (O-klas). De concertklas (C-Klas) bestaat uit sopranen vanaf ± 9 jaar. De ATB-klas bestaat uit alten, tenoren en bassen. De drie klassen zingen tijdens de concerten afwisselend samen en los van elkaar. Samen zingt het koor een breed repertoire van klassiek tot modern.

## Dirigenten
Sinds de oprichting heeft het koor onder de muzikale leiding gestaan van:
- 1928 - 1955: Theo van Elferen (er was een korte onderbreking tijdens de oorlogsjaren)
- 1955 - 1962: Kees Stolwijk Sr
- 1962 - 1997: Sipke de Jong en Thijs Sikking(pianist en A- klas)
- 1992 - 2000: Nico Philipp Hovius
- 1997 - 1999: Evert Wagter
- 1999 - 2007: Arie Hoek
- 2007 - 2013: Daniel Salbert
- 2013 - 2019: Wouter Verhage
- 2019 -  2021: Patrick Pranger en Josefine Straesser
- 2021 -      : Peter van der Leeuw (C- en ATB-Klas) en Leander Schoormans (O-Klas)